# Белокас, Спиридон
Спиридон Белокас — греческий легкоатлет.
На Олимпийских играх 1896 года бежал марафон, на котором занял 3-е место с результатом 3:06.30. Однако позже был дисквалифицирован, так как выяснилось, что некоторую часть дистанции он преодолел на транспортном средстве.